# Lagerheim
Lagerheim är namnet på två obesläktade adelsätter i Sverige, med tre grenar, varav den andra och den tredje tillhör samma släkt. Båda har erhållit friherrlig värdighet.

## Lagerheim (nr  341)
Den ena släkten härstammar från en borgmästare i Söderköpings stad, Arvid Larsson (död 1647), gift med Karin Utter, vars sonsöner tog namnet Weidman. En av dessa sonsöner, majoren vid Österbottens regemente, Lars Weidman, adlades med namnet Weidenhielm 1694. Dennes brors ättling, Olof Elias Weidman, adlades med namnet Lagerheim 1777; barnen till dennes bror, Thure Weidman, som var biskop i Skara, upptogs sedan på Lagerheims adliga namn och nummer år 1805. 
Till denna släkt hör utrikesstatsminister Elias Lagerheim, utrikesminister Alfred Lagerheim och botanisten Gustaf Lagerheim. Till ätten Weidenhielm hör krigsminister Oscar Weidenhielm. Ätten fortlever alltjämt.

## Lagerheim (nr 326)
En annan släkt Lagerheim kommer från Södertälje, Södermanland, där stamfadern Johannes Bergqvist levde. Ämbetsmannen Carl Erik Bergqvist adlades tillsammans med Olof Elias Weidman på namnet 1777. Till denna släkt hör överste Gustaf Adolf Lagerheim, som var övermekanikus för bygget av Göta kanal. 
Ätten upphöjdes till friherrlig värdighet den 23 april 1807, och introducerades som sådan den samma dag ett år senare som nummer 326. Ätten utgick i Sverige på svärdssidan 1965 men fortlever i Argentina.

## Personer med efternamnet Lagerheim
- Alfred Lagerheim (1843–1924), ämbetsman, diplomat och politiker
- Carl Eric Lagerheim  (1742–1813), ämbetsman
- Elias Lagerheim (1791–1864), diplomat och politiker
- Elias Lagerheim den yngre (1830–1914), militär och genealog
- Eva Lagerheim (född 1947), keramiker
- Erik Julius Lagerheim (1786–1868), diplomat och hovman
- Gustaf Lagerheim (1860–1926), botaniker
- Gustaf Adolf Lagerheim (1788–1845), mekaniker
- Lars Magnus Lagerheim (1786–1858), militär och landshövding
- Margit Lagerheim-Romare  (1898–1962), författare. journalist och visdiktare
- Olof Elias Lagerheim (1741–1823), ämbetsman
- Olof Johan Lagerheim (1785–1834), ämbetsman
- Thor Lagerheim (1875–1943), militär